# لی سانگ یی
لی سانگ یی (کره‌ای: 이상의؛ زادهٔ ۱۹۲۲، تاریخ درگذشت نامشخص) بازیکن فوتبال در پست هافبک اهل کره جنوبی بود که در جام جهانی فوتبال ۱۹۵۴ برای تیم ملی کره جنوبی بازی کرد. او همچنین برای باشگاه فوتبال سئول نیز بازی کرده بود.